# Passage des Eaux-Vives
Pour les articles homonymes, voir Eau vive.
Le passage des Eaux-Vives est une voie du 11e arrondissement de Paris, en France.

## Situation et accès
Le passage des Eaux-Vives est orienté globalement est-ouest, dans le 11e de Paris. Il débute à l'ouest au niveau du 69-79, boulevard Richard-Lenoir et se termine à l'est, rue Alphonse-Baudin.

## Origine du nom
Cette voie doit son nom à l'existence d'une vasque au centre de ce passage. Les commerces desservis sont essentiellement consacrés au sanitaire.

## Historique
Ce passage fut nommé par un décret préfectoral du 20 juin 1974.